# ヤッシー＝キシニョフ攻勢
ヤッシー＝キシニョフ攻勢（ヤッシー＝キシニョフ作戦、ロシア語： Ясско-кишинёвская стратегическая наступательная операция、ヤッシー＝キシニョフ戦略攻勢作戦）とは、1944年8月20日から29日までルーマニア東部で行われたソ連軍による枢軸軍への攻撃作戦。ソ連軍の第2、第3ウクライナ方面軍はドイツ軍とルーマニア軍で構成された南ウクライナ軍集団と対峙していたが、モルダビア・ソビエト社会主義共和国を取り戻し、この地域の枢軸軍を撃破してルーマニア及びバルカン半島への道を開こうとした。ヤッシー＝キシニョフは、作戦に関連するルーマニアの2つの主要都市ヤシ、キシナウのロシア語読みを意味する。
攻撃の結果、防御側のドイツ軍は包囲殲滅され、ソ連軍はルーマニア本土に奥深く侵攻。ルーマニアでは政変がおきて、枢軸側からソビエト連邦側へ立場を変えることになった。

## 背景
ソ連軍はこの地域で第1次ヤッシー＝キシニョフ攻勢として知られる作戦を1944年4月8日から6月6日まで行ったが失敗に終わった。1944年5月までに南ウクライナ軍集団は戦前のルーマニア国境まで押し戻されており、辛うじてドニエストル河沿いに戦線を構築していたが、2箇所においてソ連軍の橋頭堡の形成を許していた。6月を過ぎるとこの地域は落ち着きを見せたため、ドイツ軍は再編成を行う余裕をえた。
1944年6月までは南ウクライナ軍集団は全ドイツ軍の中で最も有力な装甲部隊を有する一つであったが、夏の間にバルト諸国、ベラルーシ、ウクライナ北部、ポーランドにおけるソ連軍の攻勢（バグラチオン作戦）に対応するためにその装甲部隊の過半を東部戦線北部、中央部に引き抜かれ、戦力が低下していた。攻撃前夜において残っていた装甲部隊は第1ルーマニア装甲師団、ドイツ第13装甲師団、第10装甲擲弾兵師団だけであった。

### ソ連軍の欺瞞作戦
攻撃に先立つソ連軍の偽装活動は入念に行われた。攻勢を実施する直前の段階で、作戦レベルでの偽装が徹底された。作戦開始までの２週間にわたり、完全な無線封止が続いた。この間、旅団長と司令部の無線機は受信だけに専念した。攻勢開始の１週間前になると、全ての幹線道路や軍用道路、あるいは見晴らしのよい区画に、偽装用ネットと束柴からなる高さ３メートルの遮蔽物が設けられ、移動する部隊や後方から前線へ向かう物資輸送用の荷車の列などを巧みに覆い隠した。また、ヤッスィからソロクとティラスポリへ軍を後退させているように見せかけるため、欺瞞行動が毎晩続けられた。ドイツ軍司令部は、最前線沿いのソ連軍部隊の行動は北への移動を示していると信じていた。ソ連軍部隊の正確な位置は作戦開始直前の段階でも把握されていなかった。ヤッシー＝キシニョフ攻勢におけるソ連軍の欺瞞作戦は大祖国戦争でも最も成功したとされる。

### ドイツ・ルーマニア軍の戦略
南ウクライナ軍集団の任務はルーマニアを枢軸国にとどめることとプロイェシュティ油田の確保にあった。ソ連軍の欺瞞作戦によりドイツ軍司令部はソ連軍の攻勢を事前につかめなかった。ルーマニア軍はソ連軍の攻勢を予見し撤退を進言していたが、南ウクライナ軍集団司令部に却下された。北方軍集団司令官の時に撤退を進言してヒトラーに却下された経験から、フリースナーに撤退を進言する気力はなかった。ドイツ・ルーマニア軍はフリースナーの指揮下で二つの戦闘グループに分割された。ヴェーラー軍集団（ドイツ第8軍、第4ルーマニア軍）がプルト川とシレト川一帯の防衛を担当し、ドゥミトレスク軍集団（ドイツ第8軍、第4ルーマニア軍）がプルト川の前線と海岸線の防衛を担当した。

### ソ連軍の戦略
ソ連軍最高司令部の作戦計画は第2、第3ウクライナ方面軍によるドイツ、ルーマニア両軍の両翼包囲を基本方針としていた。
第2ウクライナ方面軍はヤシ北部を突破後、ドイツ第6軍が退却する前に自動車化部隊によってプルト川渡河点を占領する。その後、第6戦車軍がシレト川渡河点と、シレト川とドナウ河の間を結ぶフォクシャニ・ギャップを占領することになっていた。
第3ウクライナ方面軍はティラスポリ近傍のドニエストル河橋頭堡から攻撃を開始後、北へ向けて自動車化部隊を投入、第2ウクライナ方面軍の自動車化部隊との接触を図る。これによってドイツ軍をキシナウ周辺で包囲することになっていた。
包囲に成功した後、第6戦車軍と第4親衛機械化軍団はブカレストと、ドイツ軍の石油供給の中核だったプロイェシュティ油田へ進撃することになっていた。

## 攻撃の進捗
ソ連軍第2、第3ウクライナ方面軍は、ドイツ第6軍と第8軍の一部の両翼包囲に主要な勢力を傾けた。ドイツ軍とルーマニア軍の戦線は攻撃開始から2日で崩壊し、ソビエト第6親衛機械化軍団が主攻部隊として投入された。ドイツ第6軍作戦域への侵入の深さは40kmにまで至り、8月21日までに軍後方の補給組織は破壊された。8月23日までにドイツ第13装甲師団は師団としての戦力を喪失し、第6軍は深さ100kmの包囲下に置かれた。赤軍の自動車化部隊はドイツ軍部隊のハンガリーへの撤退を阻止した。孤立した個々のドイツ軍部隊はそれぞれに包囲を突破しようとしたが、成功したのはごく一部の部隊だけであった。

### ソ連軍の突破の詳細
第3ウクライナ方面軍の活動（司令官：フョードル・トルブーヒン）
第3ウクライナ方面軍の主要戦地は一度全滅して再構築された第37軍（司令官：Sharokhin中将）の担当地域であった。さらに第37軍の担当地域の中でも第66狙撃兵師団と第6親衛狙撃兵師団がそれを担うこととなった。第37軍はそれらの部隊を4km幅の突破口となる戦線に配置、それは2個グループに分けられ、1つ目の梯団には2個軍団と1個軍団が予備とされた。計画によれば、最初の4日間で1日当たり15Kmをゴールとして進撃、ドイツ、ルーマニアの防衛線を7日間で110から120Kmの深さで突破することになっていた。
第66狙撃兵軍団（司令官クプリヤノフ（Kupriyanov）少将）は2つのグループ（第61親衛狙撃師団、第333狙撃兵師団が最初のグループ。第244狙撃兵師団が予備）から構成されており、さらに第46砲兵旅団、第152榴弾砲連隊第184、第1245戦車駆逐連隊、第10迫撃砲連隊、第26軽砲兵旅団、第87無反動迫撃砲連隊（87th Recoilless Mortar Regiment）、第92、第52戦車連隊、第398突撃砲連隊、そして2個突撃工兵大隊、2個火炎放射中隊がこれに付属した。

### 最初の攻撃
第333狙撃兵師団は予備を用意しておらず、3個連隊が最初の梯団に所属することができなかった。一方、第61親衛狙撃兵師団は第1梯団に2個連隊が所属、1個連隊は予備戦力にすることができた。第188（親衛？）狙撃兵連隊の右翼はPloptuschbej防衛地点を突破して進撃することができなかったが、これは後に幸運なことであることが発覚した。左翼の第189親衛狙撃兵連隊は左翼の第333狙撃兵師団のように進撃することに成功した。これを知った第61親衛狙撃兵師団の師団長はこの進撃を有効活用するために第189親衛狙撃兵連隊の背後に予備戦力である第187親衛狙撃兵連隊を投入した。夜になると第244狙撃兵師団は枢軸軍の第2防衛線を突破するために投入されたが、第244狙撃兵師団は道に迷い、23時に到着するのがやっとであったが、それまでにドイツ軍第13装甲師団の部隊が反撃を行っていた。
ドイツ・ルーマニア軍でこれを迎え撃つのは第15、第306歩兵師団を備えたドイツ第XXX軍団、第XXIX軍団とルーマニア軍の第4ルーマニア山岳師団と第21ルーマニア歩兵師団であり、ドイツ第13装甲師団は予備とされた。戦いの初日が終わった時、ドイツ第15歩兵師団、第306歩兵師団が多大な損害を負い、第4ルーマニア山岳師団（師団長ゲオルゲ・マノイリウ（Gheorghe Manoiliu）少将）と第21ルーマニア歩兵師団は、（ドイツの情報によれば）壊滅的打撃を受けた。ドイツ第306歩兵師団は集中砲火で戦力の半分を失い、夕方までに一部の拠点を除いてほとんどが壊滅、ほとんどの火砲がソ連軍の準備砲撃で壊滅していた。
ドイツ第13装甲師団は初日、ソビエト第66狙撃兵軍団へ反撃を行い、翌日、この進撃を阻止しようとしたが、効果を挙げることはなかった。師団の歴史に関する研究によれば『ロシア人たちは出来事の流れを口述した』とあり、その時、ドイツ第13装甲師団は具体的に戦力不足であったが、直近に増援を受けていたため、兵員は充実していた。しかし、師団はIV号戦車、III号突撃砲、対戦車自走砲を所有しているに過ぎず、2日目が終わる頃、師団は効果的な攻撃もしくは反撃が行うことができなかった。
2日目が終わると、ソビエト第3ウクライナ方面軍はドイツ第6軍の背後に深く侵入していた。組織化された増援は間に合わず、第6軍は包囲され、同名の軍がスターリングラードで殲滅された時のような状況に陥っていた。この時、戦後、ドイツにおける重要な政治家となるフランツ・ヨーゼフ・シュトラウスは第13装甲師団の装甲連隊に所属しており、ソ連軍の攻撃の3日目に師団が戦術的単位としてすでに存在せず、『敵は至る所に居た』とコメントしている。
Mazulenkoで作戦を活動していたソビエト第66狙撃兵軍団の結果についてのコメントは『軍団の戦力強化と部隊の浸透戦術の準備のために敵の防衛線は高速で突破された。』としている。
最初の攻撃で生き残ることができたドイツ将兵のコメントによれば『集中砲火が終わるまでにロシアの戦車は我々のところへ深く侵入していた』（ホフマン、Hoffmann）としている。ドイツ軍第306歩兵師団所属579歩兵連隊第2大隊長ハンス・デビッシュ大尉（Hans Diebisch）は以下のコメントを残している。「ドイツ軍の防衛用火砲は主抵抗線及び、後部防衛線を攻撃するソビエト空軍の戦闘爆撃機で文字通り、破壊された。ロシア人の歩兵連隊が突然、我が大隊の防衛線に現れたため、退却を試みたが、ロシア人どもの空軍がこれを阻止した。大隊は散り散りになり、空爆と迫撃砲、機関銃斉射のために各個、撃破された。」

### ドイツ、ルーマニア軍の対応

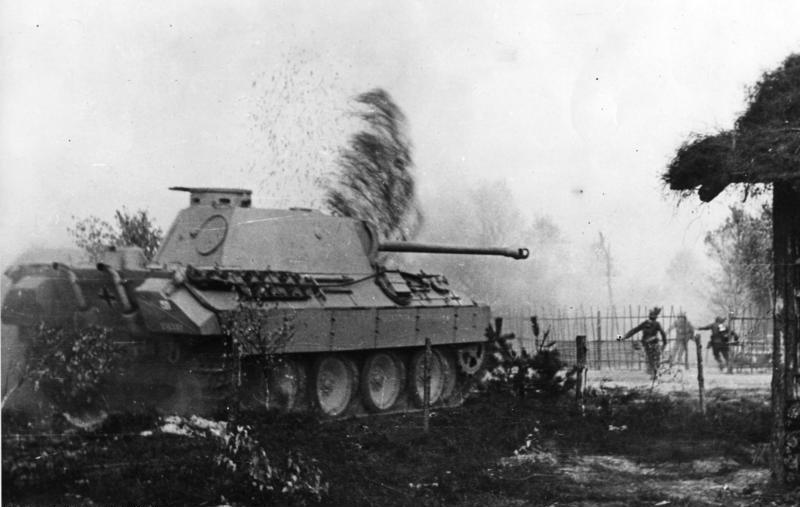
東部戦線南部の村で攻撃を行うドイツ軍

8月23日、ルーマニア国王ミハイ1世による宮廷政変（en）が発生、ルーマニア指導者イオン・アントネスクは失脚することとなった。ドイツ軍部隊は翌日、この政変を鎮圧するためにブカレストの制圧を試みたが、アメリカ空軍の航空支援を受けたルーマニア軍に跳ね返された。プルト川西岸からブカレストへの攻撃を支援するために侵入したドイツ軍部隊は迅速な進撃を見せたソ連軍によって分断、無効化された。同時にプロイェシュティ油田の防衛を担っているドイツ軍部隊はルーマニア軍の攻撃を受け、ハンガリーへの撤退を試みたが、途中、大損害を負った。この戦いの間、ルーマニア軍はドイツ軍将兵50,000名を捕虜としたが、彼らは後にソ連軍に引き渡された。
ルーマニアの情報によれば、外的要因（ソ連軍の攻撃）が支援だけを行う間、内的要因（ルーマニア軍のクーデター）がルーマニアをナチスから解放するのに決定的な役割を果たしたと主張しているが、この出来事におけるソ連の立場とは著しく異なっており、地元の反乱軍の力を借りたソ連軍の攻撃によってルーマニアのクーデター、解放へつながったとされている 。

### 結果

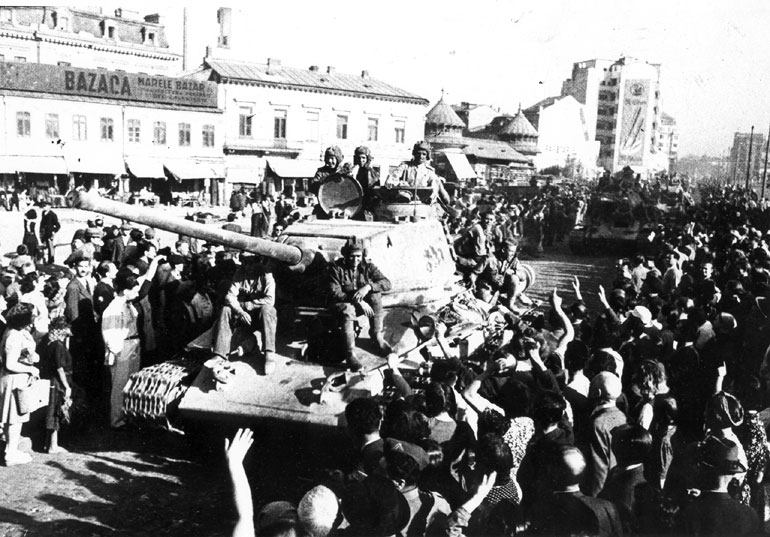
ブカレストを解放したソ連軍

大規模な作戦活動を行ったにもかかわらず、ソ連軍の損失は少なかったが、ドイツ軍は将兵約200,000名を失い、取り戻すことのできない高い損失を出すこととなった。南ウクライナ軍集団は崩壊し、ドイツは南東ヨーロッパにおける覇権的な地位を失うことになる。その後、ソ連軍はユーゴスラビア方面へ進撃、ギリシャ、アルバニア、ユーゴスラビアのドイツE軍集団、F軍集団は分断される前にドイツ軍部隊を救出せざるをえなかった。ユーゴスラビア・パルチザンはブルガリア軍と共にドイツ軍を攻撃、10月20日にユーゴスラビア首都、ベオグラードを解放した。
政治レベル上において、ヤシ＝キシナウ防衛線におけるソ連軍の攻勢はルーマニア国王ミハイ1世のクーデターを引き起こすこととなり、ルーマニアは枢軸側から連合国側へ立場を移動することとなった。その直後、ドイツの同盟国であるハンガリーとルーマニアの国境、第二次ウィーン裁定の結果として1940年、ルーマニアがハンガリーに割譲せざるを得なかったトランシルバニアにおいて小規模な戦闘が発生した。
作戦の成功とベッサラビア、北ブコビナにおけるソ連の占拠により1940年、ソ連が得た地域は取り戻されることとなった。
ソ連軍は当該地域に残存していたルーマニア軍を集合させ、これを追い出し始めた。モルドバ共和国の歴史家の団体の理事長であるAnatol Petrencuによれば、『170,000名以上のルーマニア兵が追放され、その内40,000名がバルツィの収容所に収容され、飢え、寒さ、病気で死亡した』としている。

## 参加部隊

### ソ連軍
- 第2ウクライナ方面軍 - （司令官：ロディオン・マリノフスキー）
  - 第6親衛戦車軍 - （司令官：アンドレイ・クラフチェンコ）
  - 第18戦車軍団 - （司令官：ポロスコフ（V.I. Polozkov）
  - 騎兵機械化集団 - （司令官：ゴルシコフ（S.I. Gorshkov）
    - 第5親衛騎兵軍団
    - 第23戦車軍団 - （司令官：A.O. Akhmanov）

  - 第4親衛軍 - （司令官：ガラーニン（Galanin）
  - 第27軍 - （司令官：トロフィメンコ（S.G. Trofimenko）
  - 第52軍 - （司令官：Koroteev）
  - 第7親衛軍 - （司令官：シュミロフ（Shumilov）
  - 第40軍 - （司令官：F.F. Zhmachenko）
  - 第53軍 - （司令官：マナガロフ（I.M. Managarov）

- 第3ウクライナ方面軍 - （司令官フョードル・トルブーヒン）
  - 第5突撃軍 - （司令官：ニコライ・ベルザーリン（en)
  - 第4親衛機械化軍団 - （司令官：ジダーノフ（V.I. Zhdanov）
  - 第7機械化軍団 - （司令官：カトコフ（F.G. Katkov）
  - 第57軍 - （司令官：N.A. Gagen）
  - 第46軍 - （司令官：I.T. Shlemin）
  - 第37軍 - （司令官：M.N. Sharokhin） 
    - 第6親衛狙撃兵軍団
    - 第66狙撃兵軍団

- 黒海艦隊

### 枢軸軍
- 南ウクライナ軍集団[15]
  - ドゥミトレスク軍集団
    - 第3ルーマニア軍
    - 第6軍 
      - 第13装甲師団
      - 第306歩兵師団
      - 第76歩兵師団

  - ヴェーラー軍集団 
    - 第8軍
      - 第10装甲擲弾兵師団

    - 第4ルーマニア軍 
      - 第1ルーマニア装甲師団
      - 第4ルーマニア山岳師団